# Scherwiller

Scherwiller este o comună în departamentul Bas-Rhin, Franța. În 1 ianuarie 2022 avea o populație de 3.121 de locuitori.